# Katedralen i Coventry
Katedralen i Coventry (engelska: Coventry Cathedral) är en katedral belägen i Coventry i England, Storbritannien. Den tillhör Coventry stift av Engelska kyrkan.
Det har funnits tre domkyrkor i Coventry. Av den första återstår bara ruiner, den andra var i gotisk stil från 1300-talet, men förstördes under bombningen av Coventry av Tysklands bombningar under andra världskriget. Den tredje började byggas 23 mars 1956, invigdes den 25 maj 1962, och använder ruinerna från sin föregångare som en minnesplats och fond för den nya byggnadens arkitektur. Arkitekten bakom projektet var Sir Basil Spence.
Orgeln är tillverkad av Harrison & Harrison.

## Bilder

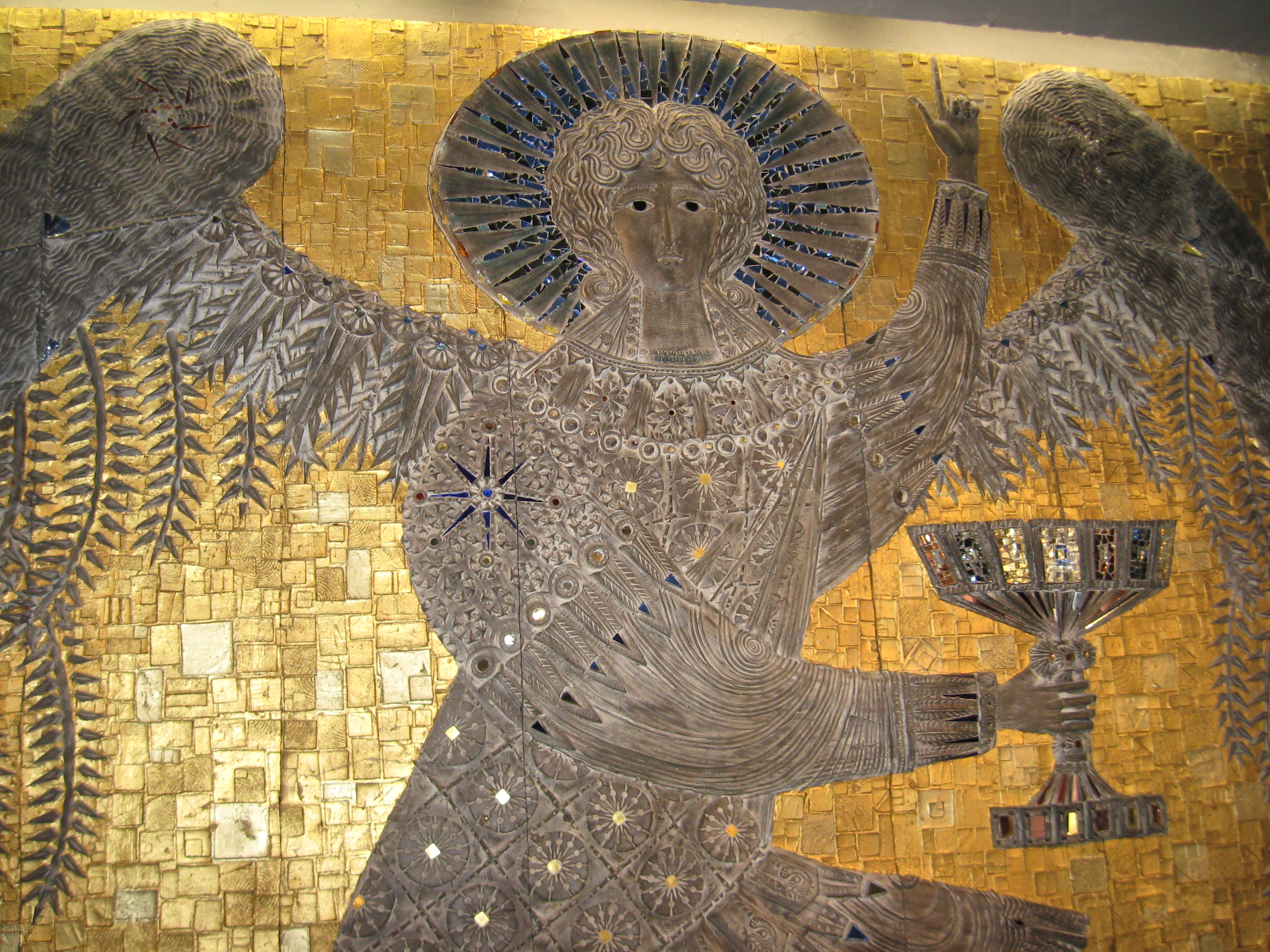
Mosaik.
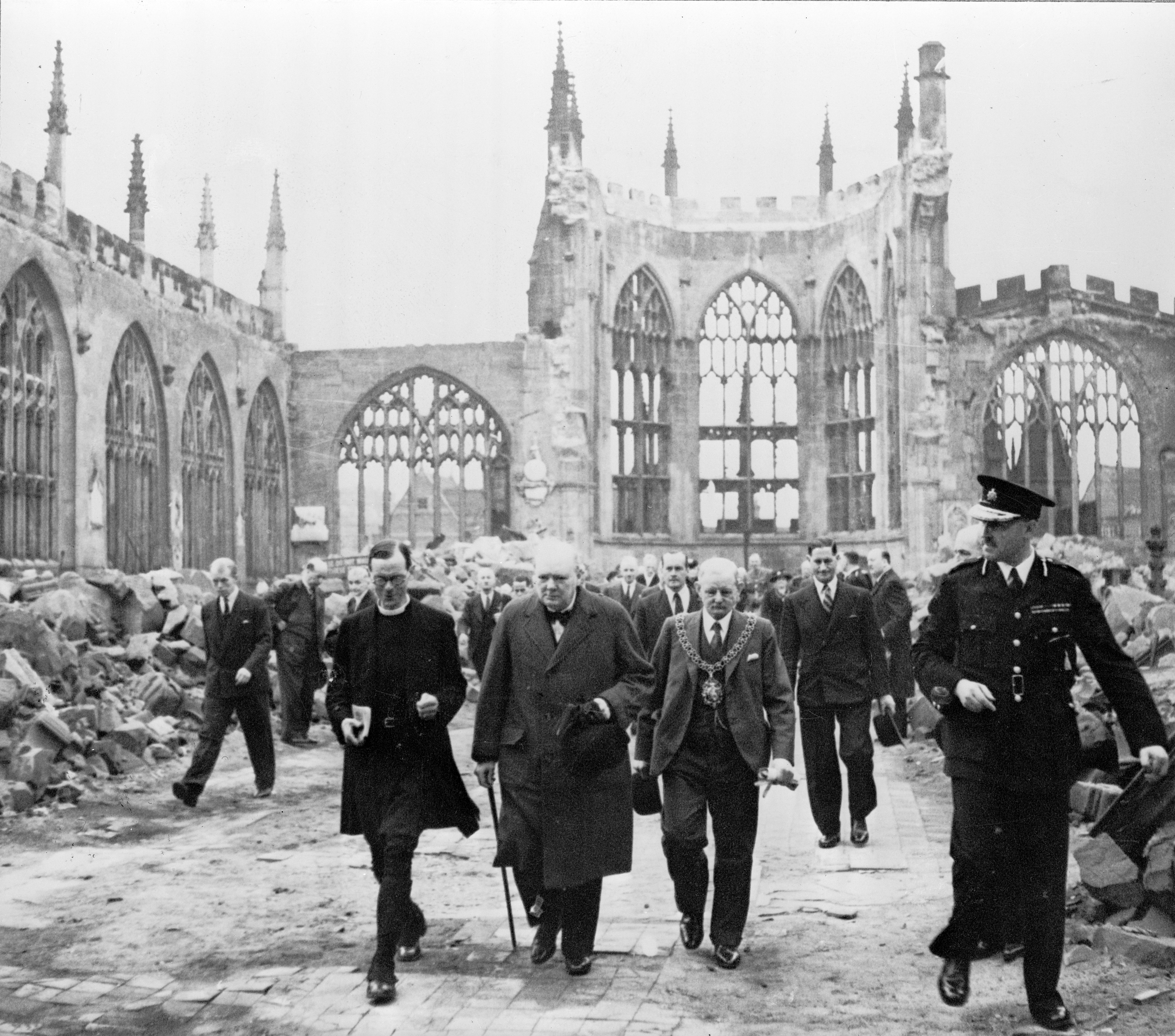
Winston Churchill besöker katedralen efter bombningen av Coventry.